# Коктобе (Мугалжарський район)
Коктобе́ (каз. Көктөбе) — село у складі Мугалжарського району Актюбінської області Казахстану. Входить до складу Аккемерського сільського округу.
До 2000 року село називалося Восток.
Населення — 51 особа (2021; 165 у 2009, 293 у 1999, 349 у 1989).